# بليحاء شعرية
البليحاء الشعرية  (باللاتينية: Reseda villosa) نوع نباتي من جنس البليحاء.

## الموئل والانتشار
موطنها المغرب العربي.

## الوصف النباتي
نبات عشبي.